# Nonnenberg (Großschweidnitz)
Der Nonnenberg (auch Nonneberg genannt) ist ein 314,4 m ü. NHN hoher Berg im Lausitzer Gebirge nördlich von Großschweidnitz im südlichen Landkreis Görlitz.
Der Nonnenberg überragt das südlich und südöstlich angrenzende Tal des Großschweidnitzer Wassers bei einer durchschnittlichen Entfernung von 750 Metern um ca. 50 Höhenmeter. Er ist der Hausberg von Großschweidnitz. Die Berghänge inklusive des Gipfels weisen, untypisch für das Lausitzer Bergland, keine Bewaldung auf. Auf dem Gipfel befindet sich ein Trinkwasser-Hochbehälter, den die Stadt Löbau 1902 errichten ließ. Hier wird Wasser aus einem südlich Dürrhennersdorf gelegenen Quellgebiet, das zuvor im Wasserwerk Dürrhennersdorf aufbereitet wurde, gesammelt und in das Trinkwassernetz eingespeist. Am Südhang befindet sich die Kleingartensparte „Am Nonneberg“.
Der Gipfel wird begrenzt:
- im Norden / Nord-Osten durch die Bundesstraße 178 (Entfernung 300 m)
- im Nord-Westen / Westen durch die Bahnstrecke Löbau-Zittau (650 m)
- im Süden durch Kleinschweidnitz und das Löbauer Wasser (150 m)